# アルベルト・D・チマダモーレ
アルベルト・D・チマダモーレ（Alberto D. Cimadamore）は、ドイツの著作家、農作物科学ディレクター、学者。

## 概要
ブエノスアイレス大学の国際関係学の教授で、アルゼンチン科学技術研究国家評議会の会員。
南カリフォルニア大学で国際関係学の博士号を取得。
彼の書いた出版物は、貧困、開発、地域統合の政治経済に焦点を当てている。

## 出版物
- 『The Poverty of the State: Reconsidering the Role of the State in the Struggle Against Global Poverty(国家と貧困: 世界的な貧困との闘いにおける国家の役割)』など